# Cantagallo (Bolívar)
Pour les articles homonymes, voir Cantagallo.
Cantagallo est une municipalité située dans le département de Bolívar, en Colombie.